# Narbasi
Die Narbasi (altgriechisch: Ναρβασοί) waren ein Stamm in Iberien. Sie siedelten nach Ptolemaios (~100–175 n. Chr.) zwischen den Flussläufen des Miño (antiker Name: Minius) und des Douro (antiker Name: Durius) im heutigen Portugal (Distrikt Viana do Castelo und Distrikt Braga) und Spanien (Galicien). Man schreibt sie als einen Klientelstamm den Gallaekern und mit ihnen dem Stammesverband der Lusitaner zu. Die Narbasi hatten nach Ptolemaois ein forum (Landgemeinde) Narbasorum, dessen Lage nicht eindeutig festgestellt werden kann. Das Gebiet, auf dem die Narbasi siedelten, deckt teilweise das Gebiet der Seurbi, die Plinius ein Jahrhundert vorher erwähnte, ab.
Bezüglich der Wortherkunft gibt es keine klare Verbindung des Namens zum Keltischen. Er ähnelt jedoch Namen in anderen keltischen Gegenden, besonders Narbo, der Name des römischen Narbonne im heutigen Südfrankreich, auf den auch der Name der antiken Region Gallia Narbonensis zurückgeht.